# Paul Furlong
Paul Furlong (Wood Green, 1º ottobre 1968) è un allenatore di calcio ed ex calciatore inglese, di ruolo attaccante.

## Biografia
Suo figlio Darnell è a sua volta un calciatore professionista; ha giocato le sue prime partite da professionista con il QPR, club in cui per alcuni anni giocò anche Paul.

## Carriera
Tra il 1986 ed il 1991 gioca con l'Enfield in Football Conference (quinta divisione e più alto livello calcistico inglese al di fuori della Football League), vincendo anche un FA Trophy nella stagione 1987-1988. Esordisce tra i professionisti nella stagione 1991-1992, all'età di 23 anni, mettendo a segno 4 reti in 37 presenze in prima divisione con il Coventry City. Nell'estate del 1991 viene ceduto al Watford, club di seconda divisione, dove pur non ottenendo risultati brillanti a livello di squadra mantiene delle buone medie realizzative: le 37 reti realizzate in 79 presenze nell'arco del suo biennio nel club fanno infatti sì che nei mesi conclusivi della stagione 1993-1994 passi al Chelsea, nuovamente in prima divisione. Qui, oltre a giocare la semifinale della Coppa delle Coppe 1993-1994, gioca inizialmente da titolare, perdendo però progressivamente minutaggio complici anche alcuni nuovi acquisti nel suo stesso ruolo, tra cui il nazionale italiano Gianluca Vialli: rimane comunque in squadra fino al termine della stagione 1995-1996, realizzando 18 reti in 85 presenze fra tutte le competizioni ufficiali con i Blues.
Nell'estate del 1996 si trasferisce per 1.5 milioni di sterline al Birmingham City, club di seconda divisione, dove rimane per sei stagioni consecutive (l'ultima delle quali conclusa con una promozione in prima divisione), mettendo a segno 50 reti in 131 partite di campionato; nel corso della sua permanenza nel club trascorre anche due brevi periodi in prestito, al Q.P.R. ed allo Sheffield Utd (anch'essi militanti in seconda divisione). Nell'estate del 2002 passa poi a titolo definitivo al Q.P.R., nel frattempo retrocesso in terza divisione. Nella stagione 2003-2004 conquista una promozione in seconda divisione, categoria in cui nel triennio successivo gioca stabilmente da titolare sempre con gli Hoops. Trascorre poi la stagione 2007-2008 in terza divisione al Luton Town, dove realizza 8 reti in 32 partite di campionato; dopo la retrocessione in quarta divisione degli Hatters passa al Southend Utd, sempre in terza divisione; non riuscendo a trovare spazio (gioca infatti solamente 3 partite), viene ceduto in prestito per il resto della stagione al Barnet, in quarta divisione: durante la sua permanenza nel club realizza tra l'altro anche il suo duecentesimo gol tra i professionisti. Terminato il prestito, si accasa proprio al Barnet a titolo definitivo, trascorrendovi un'ulteriore stagione.
Nell'estate del 2010 scende in Conference National (quinta divisione e più alto livello calcistico inglese al di fuori della Football League) al Kettering Town, con il doppio ruolo di giocatore e vice allenatore; nell'estate del 2011 va al St Albans City, in Southern Football League (settima divisione) sempre con gli stessi due ruoli, ritirandosi poi definitivamente al termine della stagione 2011-2012.

## Palmarès

### Giocatore

#### Competizioni nazionali
- FA Trophy: 1

Enfield: 1987-1988

#### Competizioni regionali
- Middlesex Senior Cup: 2

Enfield: 1988-1989, 1990-1991